# 中国鉄路青蔵集団有限公司
中国鉄路青蔵集団有限公司（ちゅうごくてつろせいぞうゆうげんコンス）は、中華人民共和国中国国家鉄路集団に属する鉄道運営会社の一つである。旧称は青蔵鉄路公司。略称は青蔵集団。中華人民共和国政府が全資本を出資し、商業的に運営される公営機関である。
青蔵集団の管理する線路の総延長は3143.474km、営業路線距離は2207kmある。107個の駅を管轄する。青海省とチベット自治区内の鉄道路線と甘粛省内の蘭青線海石湾駅より西側を管轄する。2002年9月3日に設立され、本社は西寧市建国路22号にある。

## 機務段（機関区）
- 西寧機務段（寧段）

## 管轄下の主な路線と駅
- 蘭青線：西寧駅
- 青蔵線：ゴルムド駅、ラサ駅